# Klemm Kl 32
Die Klemm Kl 32 war ein ziviles Kabinen-Reiseflugzeug der Leichtflugzeugbau Klemm GmbH.

## Entwicklung
Die Entwicklung der Klemm Kl32 nahm Robert Lusser Anfang 1932 auf, nachdem sich abzeichnete, dass die in Gemischtbauweise konzipierte Klemm Kl 31 auf Grund vielfältiger Probleme in der Erprobung nicht mehr rechtzeitig für den Europarundflug 1932 fertiggestellt werden konnte. Lusser übertrug daraufhin den Entwurf der Klemm Kl31 auf eine konventionelle Holzkonstruktion und verkleinerte den Entwurf auf die minimalen Anforderungen der Teilnehmerausschreibung für den Europarundflug. Es entstand die dreisitzige Kabinenreisemaschine Klemm Kl32.
Insgesamt entstanden zunächst bis zum Beginn des Rundflugs im August 1932 acht Klemm Kl32 (WNr. 400–407) als Wettbewerbsflugzeuge. Standardmäßig wurden diese, wie der Prototyp der Klemm K31, mit dem Argus As 8 Motor als Klemm Kl32V ausgerüstet. Zwei Maschinen erhielten den stärkeren Siemens & Halske Sh 14, den Lusser inzwischen bei der schwereren Klemm Kl31 zum Einbau vorsah. Eine Maschine wurde mit dem kleineren, englischen De Havilland Gipsy Motor als Klemm Kl32X versehen. Die letzte Maschine wurde speziell für Wolf Hirth mit dem neuen Sportflugzeugmotor Hirth HM150 seines Bruders als Klemm Kl32XII für das Schweizer Team ausgestattet. In der Gesamtwertung des Europarundflugs belegte Reinhold Poss mit einer Klemm Kl32V den zweiten Platz. Drei weitere Klemm Kl32 belegten die Plätze 5–7. Beim Luftrennen erwiesen sich die Klemm Kl32 allerdings dem Konkurrenzmuster Heinkel He 64, das die Plätze 1–3 belegte, deutlich unterlegen. Beste Klemm Kl32 war die Sonderanfertigung von Wolf Hirth mit dem Hirth HM150 Motor auf Platz 5.
Auf Grund des vielfältigen Interesses an der Wettbewerbsmaschine überarbeitete Lussers Nachfolger Friedrich Fecher nach dem Europarundflug für eine Serienfertigung. Als Standardmotor kam der 150 PS starke Siemens & Halske Sh 14a Motor zum Einsatz, der inzwischen auch bei der Klemm Kl31 vorgesehen war. Eine Vorserienmaschine Klemm Kl32aXIV entstand im März 1933.
Bereits 1934 überarbeitete Fecher den Kl32-Entwurf ein weiteres Mal. Markanter Unterschied war dabei das vergrößerte Seitenleitwerk der äußerlich ansonsten unveränderten Maschine.
In England war der Lizenzpartner British Klemm Aeroplane Company an einer Serienfertigung der Klemm Kl32 interessiert. Dort entstand 1934 die British Klemm Eagle, die allerdings auf Grund der Vielzahl von Änderungen eine weitgehende Neukonstruktion darstellte und von der British Klemm als Eigenentwicklung ohne Lizenzvereinbarung mit der Leichtflugzeugbau Klemm GmbH vermarktet wurde. Der Rechtsstreit zwischen beiden Unternehmen wurde erst 1938 mit der Auflösung der British Klemm beigelegt.

## Konstruktion
Entwickelt wurde das Flugzeug als reines Reiseflugzeug von Robert Lusser. Das Flugzeug ähnelte im Aussehen der Klemm Kl 31. Das Flugzeug war ein freitragender Tiefdecker in Holzbauweise mit starrem Normalfahrwerk, also im Gegensatz zur Kl 31 ohne Stahlrohrrumpf. Es fanden insgesamt nur noch drei Personen Platz. Als Neuerung fanden erstmals Landeklappen an einem Klemm-Flugzeug Anwendung.

## Serienfertigung

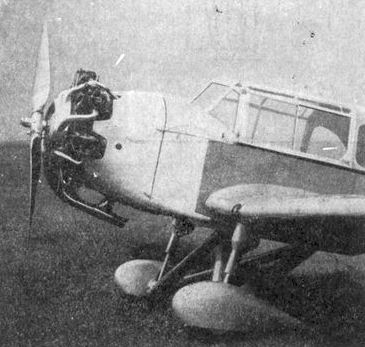
Bugansicht

Die ersten Serienmaschinen vom Typ Klemm Kl32aXIV wurden im Juni 1933 ausgeliefert. Standardmäßig wurden alle Klemm Kl32 Serienflugzeuge mit dem Siemens Sh14a Motor ausgeliefert. Auftretende andere Motorisierungen waren private Umrüstungen von Serienmaschinen.
Nachdem die Serienfertigung der Klemm Kl32a bereits im März 1934 nach 26 Exemplaren ausgelaufen war, lief die Serienfertigung der Klemm Kl32b erst im Oktober 1934 an.
Die Serienfertigung der Klemm Kl32 endete mit WNr. 1119 im Juni 1937. Zeitweise war die Klemm Kl32 neben der Klemm Kl 25 das einzige aktive Serienmodell bei der Leichtflugzeugbau Klemm GmbH, nachdem die meisten Klemm-Serienmodelle 1934 zugunsten der Großserienfertigung der zweisitzigen Klemm-Ausbildungsflugzeuge eingestellt wurden. Insgesamt wurden etwa 130 Klemm Kl32 in der Zeit von 1932 bis 1937 gebaut.
Während die größere Klemm Kl31 überwiegend gewerblich genutzt wurde, kam die Klemm Kl32 bei deutschen Luftsport-Organisationen zum Einsatz. Bei Ausbruch des Zweiten Weltkriegs übernahm die Luftwaffe diese Maschinen. Von den in Böblingen gebauten Klemm Kl32 überstand keine Maschinen das Kriegsende.

## Rekorde und Wettbewerbe

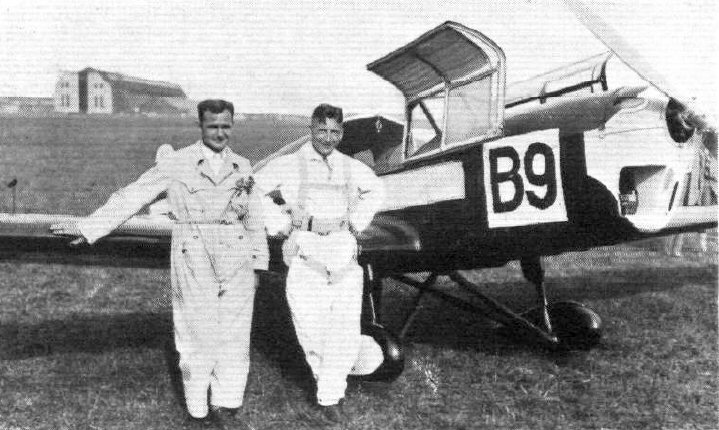
Fritz Morzik und Poss vor dessen Kl 32 während des Europarundflugs 1932

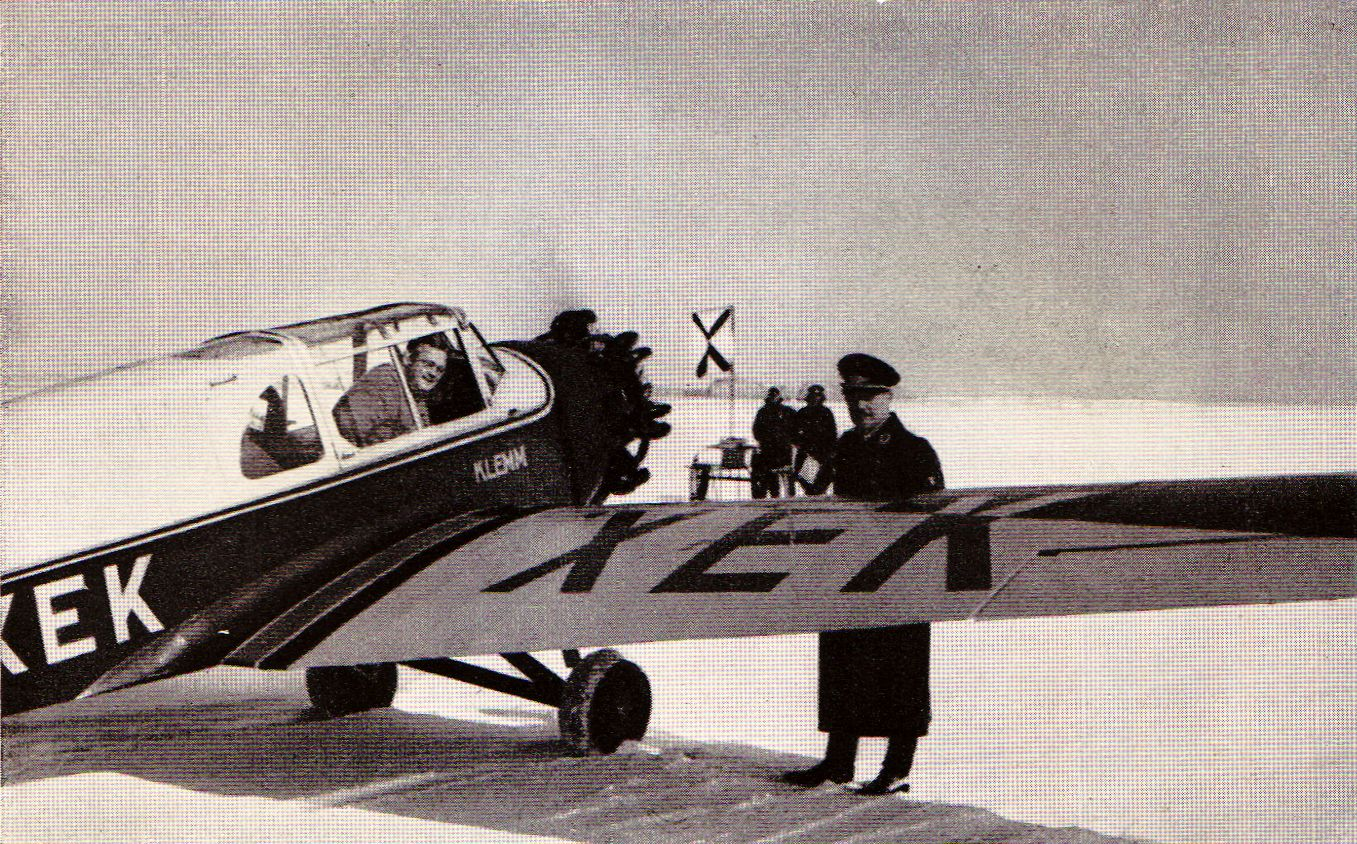
Karl Schwabe mit D-EXEK während des Afrikaflugs 1935

Da die Klemm Kl32 ursprünglich als Wettbewerbsflugzeug konzipiert wurde, waren auch in den Folgejahren häufig Klemm Kl32 bei nationalen und internationalen Wettbewerben vertreten. Die Klemm Kl32 zeichneten sich insbesondere bei den Luftrennen durch hohe Zuverlässigkeit aus. Daher wurde bei Rekord- und Langstreckenflügen häufig auf die Klemm Kl32 zurückgegriffen: 
- Europarundflug 1932, Aug. 1932, 7 von 8 teilnehmenden Kl32 erreichen das Ziel, Poss mit WNr. 400, D-2261 erreicht Platz 2 der Gesamtwertung
- Australienflug 1933, Mai 1933, Marga von Etzdorf, Flug endet vorzeitig in Mouslimieh nach dem Selbstmord von Marga von Etzddorf.
- Kapstadt-Flug, Dez. 1933, Karl Schwabe mit D-2728 legen 15000 Flugkilometer von München nach Kapstadt zurück, weitere Afrikaflüge mit Kl32, D-EXEK folgten 1935 und 1937
- Oasen-Flugwettbewerb, Dez. 1933, Karl Schwabe erreicht in Kairo mit D-2728 den 2. Platz des Wüstenrundflugs
- Amerikaflug 1934, Aug. 1934, Elly Beinhorn fliegt mit D-ENIF über 14000 Flugkilometer von Panama über Costa Rica, Guatemala und Mexiko in die USA und durchquert das Land von Los Angeles bis New York und Florida.Klemm Kl32, D-ENIF mit Elly Beinhorn vor Amerikaflug

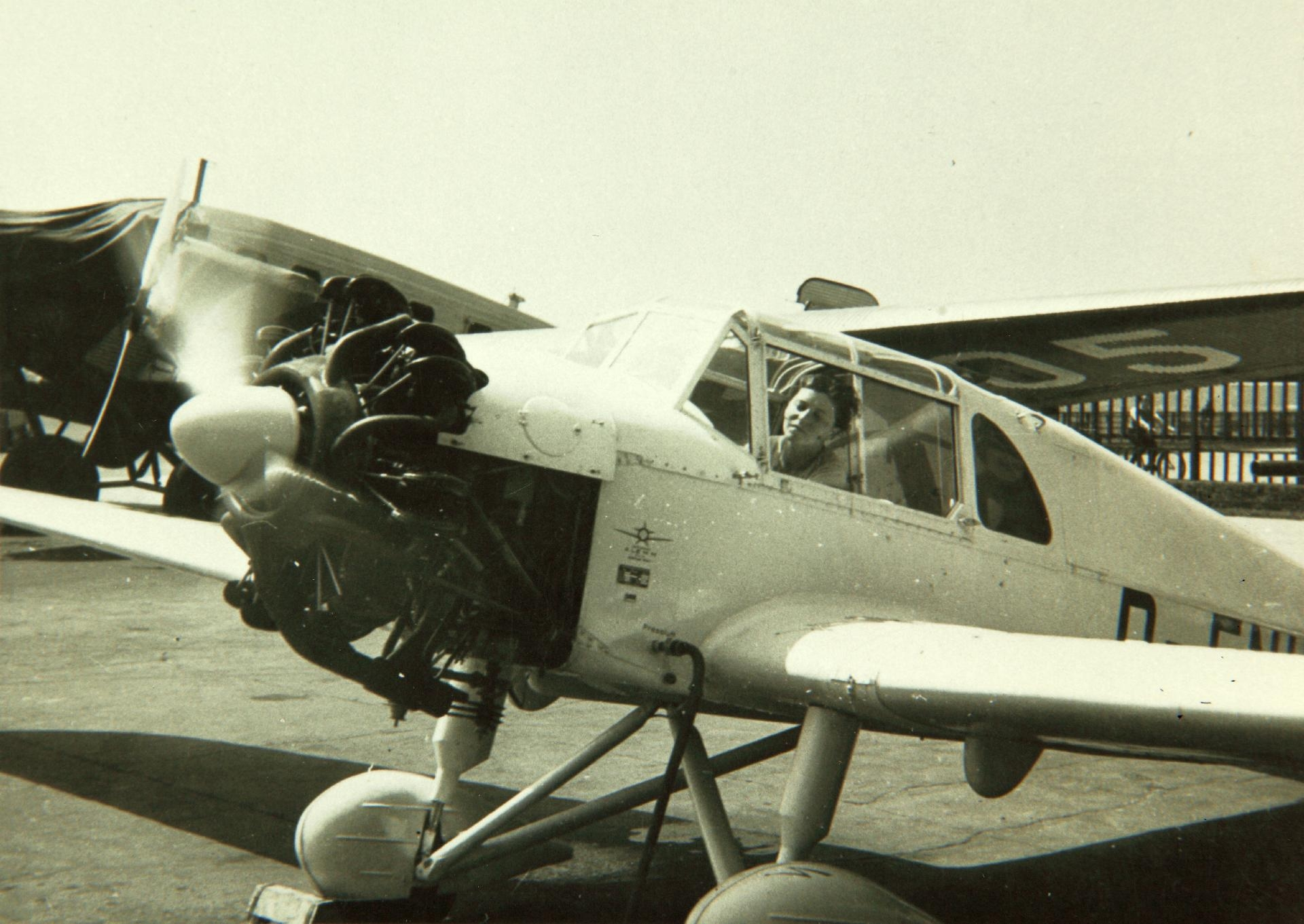
Klemm Kl32, D-ENIF mit Elly Beinhorn vor Amerikaflug

- Australien-Südafrika-Flug, April 1937, Maude Bonney absolviert mit dem dritten Wettbewerbsflugzeug WNr. 402 von 1932 VH-UVE einen Etappenflug von Brisbane in Australien nach Kapstadt in Südafrika. Sie legt dabei 29279 Flugkilometer in 188 Flugstunden zurück.Kl32, WNr. 402, VH-UVE von Maude Bonney in Queensland

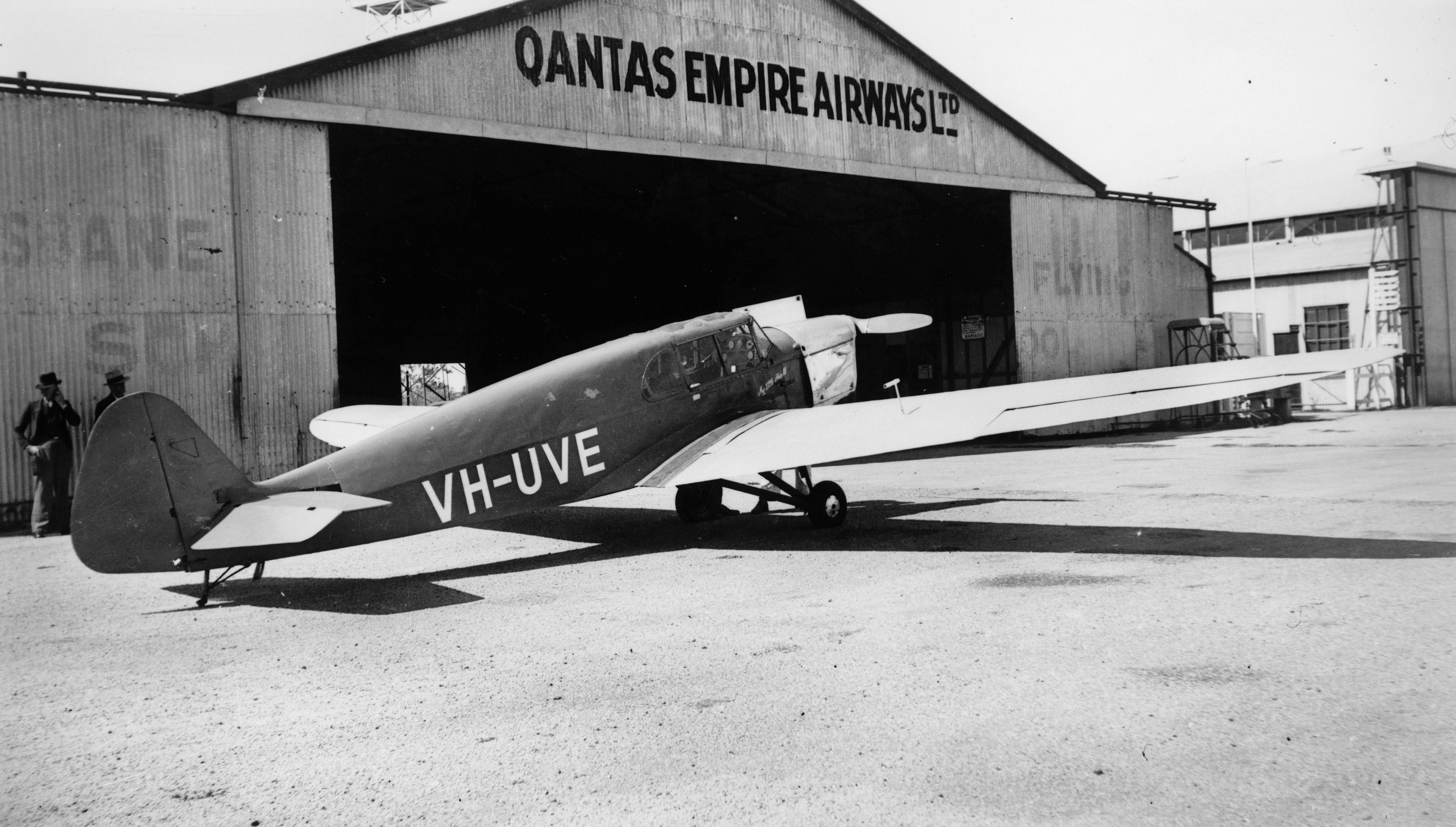
Kl32, WNr. 402, VH-UVE von Maude Bonney in Queensland

## Technische Daten

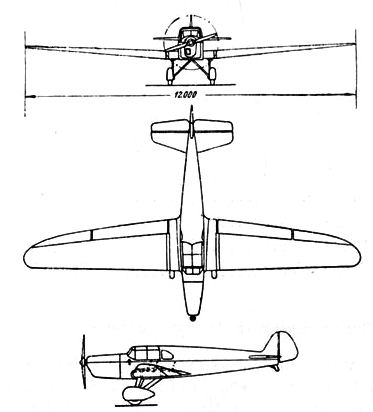
Dreiseitenansicht

| Kenngröße             | Klemm KL 32 XIV                              |
| --------------------- | -------------------------------------------- |
| Besatzung             | 1                                            |
| Passagiere            | 2                                            |
| Länge                 | 7,20 m                                       |
| Spannweite            | 12,00 m                                      |
| Höhe                  | 2,05 m                                       |
| Flügelfläche          | 17,00 m²                                     |
| Flügelstreckung       | 8,46                                         |
| V-Form                | 3,0°                                         |
| Flächenbelastung      | 55,90 kg/m²                                  |
| Leistungsbelastung    | 5,94 kg/PS                                   |
| Flächenleistung       | 9,41 PS/m²                                   |
| Rüstmasse             | 590 kg                                       |
| Zuladung              | 360 kg                                       |
| max. Startmasse       | 950 kg                                       |
| Höchstgeschwindigkeit | 210 km/h                                     |
| Reisegeschwindigkeit  | 190 km/h                                     |
| Landegeschwindigkeit  | 80 km/h                                      |
| Steiggeschwindigkeit  | 4,0 m/s in Bodennähe                         |
| Steigzeit             | 6 min auf 1000 m Höhe 55 min auf 4800 m Höhe |
| Dienstgipfelhöhe      | 4800 m                                       |
| Reichweite            | 800 km                                       |
| Flugdauer             | 4,5 h                                        |
| Startstrecke          | 200 m                                        |
| Landestrecke          | 200 m                                        |
| Triebwerke            | ein Bramo Sh 14 A4 mit 160 PS (118 kW)       |